# Jebel Oust
Jebel Oust o Djebel Oust (àrab: جبل الوسط Jabal al-Wusṭ) és una localitat del nord-oest de Tunísia, situada una trentena de quilòmetres al sud-oest de Tunis, a la riba dreta del riu Miliana. Està repenjada sobre la montanya epònima, amb un alçada de 396 metres. Adscrita a la governació de Zaghouan, constitueix una municipalitat amb 5.325 habitants el 2014.

## Economia
La localitat s'aprofita del desenvolupament industrial de la capital, especialment per la seva situació a prop de la RN3. Amb Bir Mcherga, acull una de les tres àrees industrials importants de la governació, de més de 200 hectàrees. Hi destaca la instal·lació de la cimentera del segon fabricant de ciment més gran a Tunísia i la seva fàbrica de granulats contigua, la marca de la qual és Jbel Oust.

## Termalisme
La ciutat és coneguda sobretot per la seva font d’aigua calenta explotada des de l'edat antiga. Tot i que abans la font floria al flanc oriental de la muntanya, ara cal bombejar l'aigua a 100 metres de profunditat. Existeix una estació termal, aprovada per l’Oficina Nacional de Termalisme i Hidroteràpia Tunisiana, per tal d’explotar les propietats d’aquesta aigua cloro-sulfatada que brolla a 54º C. A més dels hotels situats a la ciutat, l'estació termal compta amb dos hotels amb una capacitat total de 156 llits.

## Patrimoni
S'hi ha descobert una ciutat antiga, situada a mig camí entre les ciutats de Thuburbo Majus i Oudna. Les excavacions han tret a la llum un santuari, unes termes, unes cisternes i una residència adossada a les termes. Una expedició arqueològica franco-tunisiana és responsable, des del 2000, d'estudiar el jaciment.

## Administració
Forma una municipalitat o baladiyya amb codi geogràfic 16 14.
A més, constitueix un sector o imada (codi geogràfic 16 53 55), de la delegació o mutamadiyya de Bir Mcherga (16 53).